# Любите меня, пожалуйста
«Любите меня, пожалуйста» — документальный фильм Валерия Балаяна об убитой журналистке и антифашистке Анастасии Бабуровой. Премьера фильма состоялась в Киеве 28 марта 2010 года во время VII Международного фестиваля документального кино о правах человека «Docudays UA». Московская премьера фильма состоялась в июне 2010 года, после чего он был показан на ряде кинофестивалей.
В ноябре 2010 года фильм был снят из программы кинофестивалей «Сталкер» и «Профессия: журналист» из-за инцидента в Новосибирске между организаторами кинопоказа фильма и неонацистами, закончившегося стрельбой. Только после этого фильм стал широко известным. В рамках фестиваля «Профессия: журналист» фильм в итоге был показан.
19 января 2013 года должен был состояться показ фильма в Севастополе, родном городе Бабуровой. По словам организаторов, сеанс был отменён под давлением СБУ.

## Предыстория
Фильм рассказывает о жизни журналистки Анастасии Бабуровой, убитой 19 января 2009 года в Москве вместе с известным адвокатом Станиславом Маркеловым.
«Любите меня, пожалуйста» — это фраза из одного из последних её электронных писем, которое получили её родители.

## Съёмки
Валерий Балаян, по его собственному признанию, изначально не собирался делать кино. Его попросили снять прощание с Анастасией Бабуровой в Севастополе..
Также он в течение февраля снял её родственников и друзей. К идее создать полноценный фильм Балаян пришёл спустя год, когда оказалось, что к годовщине убийства ни одного фильма не было сделано.
Весной 2010 года отснятый материал был дополнен документальными материалами.
В фильме использованы видео- и фотоматериалы с неонацистских сайтов.

## Сюжет
Фильм смонтирован таким образом, что он состоит из двух компонентов: половина времени занимает интервью с родителями Насти, с её друзьями, с её коллегами по антифашистскому движению, а вторая часть фильма — это видео о неонацистах (музыкальные клипы и куски из интервью).
В фильме использовано видео с рассказом о Насте её родителей, коллег по «Новой газете», её тренера и школьной преподавательницы литературы. Все они рассказывают, какой она была замечательной и одарённой.
Часть фильма отведена его антигероям — неонацистам. Демонстрируются видеоролики, плакаты и песни, взятые с их сайтов.